# Antoni Weigt

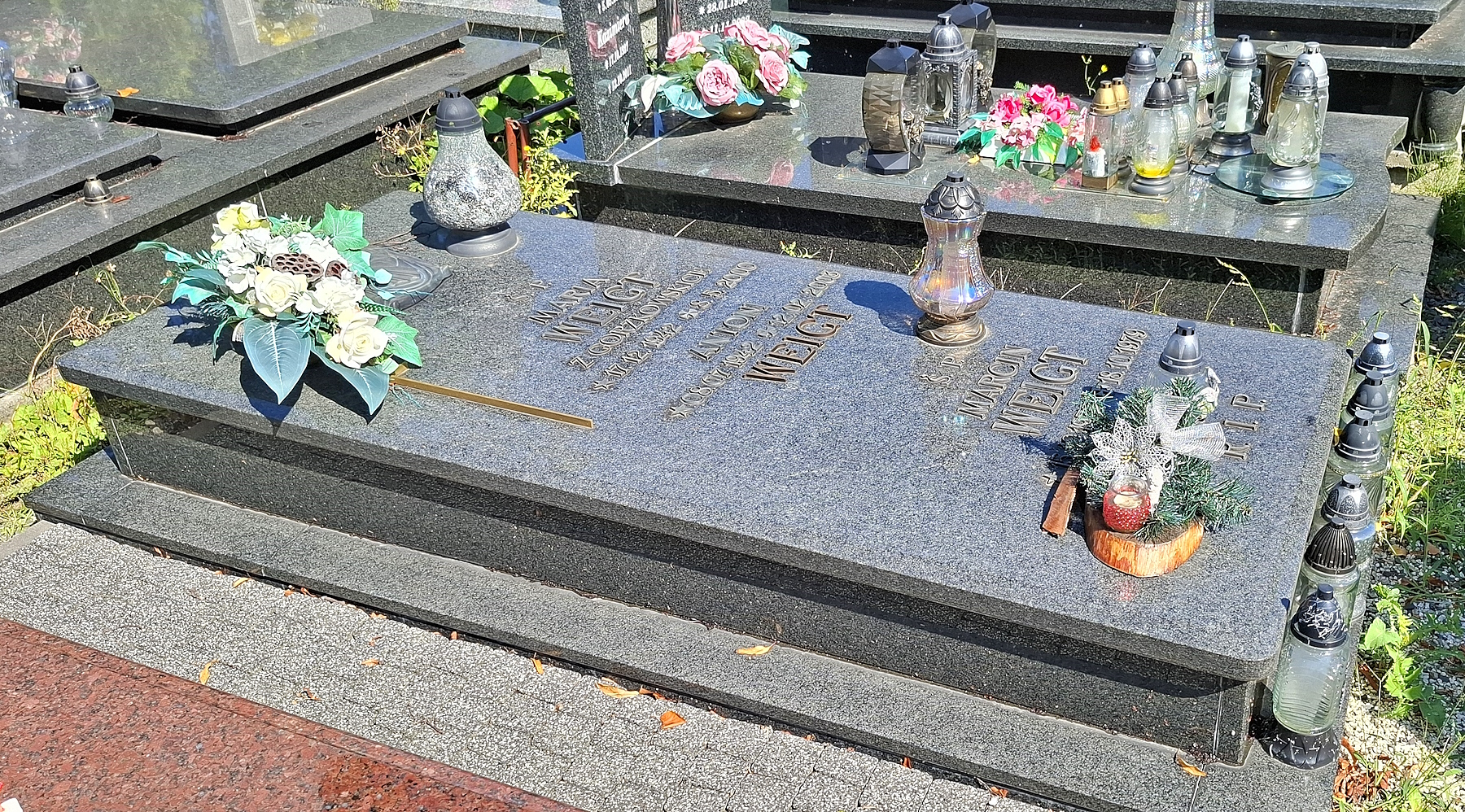
Grób Antoniego Weigta w Prudniku

Antoni Weigt (ur. 8 lipca 1942 w Pobitnie, zm. 12 lutego 2003 w Bolesławcu) – polski dziennikarz i wydawca, w latach 1970–1990 redaktor naczelny „Głosu Włókniarza”, w latach 1990–2003 redaktor naczelny „Tygodnika Prudnickiego”, współwłaściciel Spółki Wydawniczej „Aneks”, redaktor rocznika „Ziemia Prudnicka”.

## Życiorys
Urodził się 8 lipca 1942 w Pobitnie (obecnie część Rzeszowa). Jego ojciec – Jan – pochodził z Wielkopolski, a matka – Emilia – z Krakowa. Ojciec służył w Armii Krajowej. W 1945 rodzina zamieszkała w Prudniku, gdzie ojciec i jego brat Stanisław zostali pierwszymi ślusarzami po II wojnie światowej.
Uczęszczał do Szkoły Podstawowej nr 2 w Prudniku, następnie do Liceum Pedagogicznego w Głogówku i Wyższej Szkoły Pedagogicznej w Krakowie. Studiował dziennikarstwo na Uniwersytecie Warszawskim.
1 maja 1970 został redaktorem naczelnym gazety zakładowej ZPB „Frotex” – „Głosu Włókniarza”. Choć „Głos Włókniarza” był periodykiem zakładowym, spełniał on również rolę gazety lokalnej, bez wyraźnych wskazań ideologicznych. Ponadto współpracował z „Trybuną Odrzańską”, „Wiadomościami Produkcyjnymi” i „Naszym Życiem”. Od 1971 należał do PZPR. Otrzymał odznakę „Za Zasługi dla ZHP”.
W 1980 Weigt wstąpił do „Solidarności”. Został członkiem zespołu ekspertów do spraw informacji przy Punkcie Koordynacyjnym NSZZ „Solidarność” Ziemi Prudnickiej. W okresie od stycznia 1981 do listopada 1989 Służba Bezpieczeństwa gromadziła informacje na jego temat.
W 1990 zespół osób pracujących w redakcji „Głosu Włókniarza” założył nową prywatną gazetę – „Tygodnik Prudnicki”. Weigt został jej redaktorem naczelnym. Był związany z Komitetem Obywatelskim Ziemi Prudnickiej. Rozpoczął publikację rocznika „Ziemia Prudnicka”. Był współwłaścicielem Spółki Wydawniczej „Aneks”, która oprócz „Tygodnika Prudnickiego” wydawała również m.in. czasopisma: „Ziemia Prudnicka”, „Życie Głogówka”, „Nasze Życie Głuchołaz”, „Nowy Głos Jemielnicy”, „Nasze Skoroszyce”, „Spotkanie z komiksem”, a także tomik poezji, książki i pocztówki. Był inicjatorem powstania nagrody „Wieża Woka” dla „człowieka, firmy i wydarzenia roku” oraz Wyborów Miss Ziemi Prudnickiej.
Zmarł 12 lutego 2003 w szpitalu w Bolesławcu. Został pochowany na cmentarzu komunalnym w Prudniku. Stanowisko redaktora naczelnego „Tygodnika Prudnickiego” przejął dotychczasowy sekretarz redakcji Andrzej Dereń.

## Życie prywatne
Mieszkał w Prudniku. Miał żonę Marię oraz syna Grzegorza, który po śmierci ojca został sekretarzem redakcji „Tygodnika Prudnickiego”.